# Anh em nhà Russo
Anthony Russo và Joseph V. "Joe" Russo (được biết đến với tên chung là Anh em nhà Russo) là bộ đôi đạo diễn điện ảnh và truyền hình người Mỹ. Bộ đôi thường thực hiện các dự án của họ cùng nhau, và ngoài vai trò đạo diễn, cả hai cũng thường tham gia các dự án với tư cách nhà sản xuất, biên kịch, diễn viên hay nhà dựng phim. Anh em nhà Russo là đạo diễn của một số phim điện ảnh siêu anh hùng thuộc Vũ trụ Điện ảnh Marvel như Captain America 2: Chiến binh mùa đông (2014), Captain America: Nội chiến siêu anh hùng (2016), Avengers: Cuộc chiến vô cực (2018) và Avengers: Hồi Kết (2019). Họ cũng được biết đến với vai trò đạo diễn cho loạt phim truyền hình hài Arrested Development, vị trí đã giúp cả hai thắng một Giải Emmy.

## Tiểu sử
Anthony và Joe Russo được lớn lên tại Cleveland, Ohio, và theo học tại Trường Trung học Benedictine. Ba mẹ họ là Patricia và Basil Russo, một luật sư và cựu thẩm phán. Joe tốt nghiệp Đại học Iowa chuyên ngànnh Ngôn ngữ Anh và Văn học. Anh em nhà Russo sau đó tốt nghiệp Đại học Case Western Reserve University và bắt đầu sự nghiệp đạo diễn, biên kịch và sản xuất cho bộ phim điện ảnh đầu tay mang tên Pieces. Bộ phim được góp vốn nhờ các khoản vay vốn sinh viên và thẻ tín dụng. Sau khi xem được Pieces tại một liên hoan phim, Steven Soderbergh chủ ý tiếp cận bộ đôi và đề nghị được làm nhà sản xuất cho dự án phim tiếp theo của hai anh em, cùng với người cộng sự sản xuất của anh là George Clooney. Dự án này sau đó trở thành bộ phim điện ảnh Welcome to Collinwood, với sự tham gia diễn xuất của William H. Macy, Sam Rockwell và Clooney.

## Danh sách phim
| Năm  | Tựa đề                                   | Vai trò                                    |
| ---- | ---------------------------------------- | ------------------------------------------ |
| 2002 | Welcome to Collinwood                    | Đạo diễn Biên kịch                         |
| 2006 | Kỳ đà cản mũi                            | Đạo diễn và Diễn viên (Joe Russo)          |
| 2014 | Captain America 2: Chiến binh mùa đông   | Đạo diễn Diễn viên (Joe Russo)             |
| 2014 | A Merry Friggin' Christmas               | Sản xuất điều hành                         |
| 2015 | Người kiến                               | Đạo diễn (đoạn post-credit, không ghi chú) |
| 2016 | Captain America: Nội chiến siêu anh hùng | Đạo diễn Diễn viên (Joe Russo)             |
| 2018 | Avengers: Cuộc chiến vô cực              | Đạo diễn                                   |
| 2019 | Đại uý Marvel                            | Đạo diễn (Đoạn Post-credit, không ghi chú) |
| 2019 | Avengers: Endgame                        | Đạo diễn Diễn viên (Joe Russo)             |

| Năm  | Tựa đề             | Vai trò                     |
| ---- | ------------------ | --------------------------- |
| 2002 | The Kiss           | Đạo diễn Sản xuất Biên kịch |
| 2006 | No. 6              | Sản xuất (chỉ Joe)          |
| 2008 | Square One         | Biên kịch (chỉ Anthony)     |
| 2008 | Carfuckers         | Đạo diễn                    |
| 2009 | Donkey Punch       | Sản xuất (chỉ Anthony)      |
| 2012 | Leader of the Pack | Sản xuất                    |

| Năm             | Chương trình                                     | Tập | Vai trò                                  |
| --------------- | ------------------------------------------------ | --- | ---------------------------------------- |
| 2003            | Lucky                                            | "Calling Dr. Con" | Đạo diễn                                 |
| 2003–05         | Arrested Development                             | Cả hai: "Pilot" Chỉ Anthony: "Top Banana", "Key Decisions", "The Immaculate Election", "Spring Breakout" Chỉ Joe: "Bringing Up Buster", "In God We Trust", "Pier Pressure", "Marta Complex", "Shock and Aww", "Missing Kitty", "Hand to God", "Motherboy XXX", "Meet the Veals" | Đạo diễn                                 |
| 2004            | LAX                                              | "Pilot" | Đạo diễn                                 |
| 2004–05         | LAX                                              | Mọi tập | Đồng sản xuất điều hành                  |
| 2006            | Secrets of a Small Town                          | Tập đầu tiên bị hủy của ABC | Sản xuất điều hành                       |
| 2006            | What About Brian                                 | "Pilot" | Đạo diễn                                 |
| 2006–07         | What About Brian                                 | Mọi tập | Sản xuất điều hành                       |
| 2007–08         | Carpoolers                                       | Cả hai: "Pilot" Chỉ Anthony: "The Code", "The Recital" Chỉ Joe: "Laird of the Rings", "What Would You Do?", "Down for the Count", "The Seminar", "A Divorce to Remember", "The Handsomest Man", "Lost in America" | Đạo diễn                                 |
| 2007–08         | Carpoolers                                       | Mọi tập | Sản xuất điều hành                       |
| 2008            | Courtroom K                                      | Tập đầu tiên bị hủy của Fox | Đạo diễn                                 |
| 2009            | Family                                           | Tập đầu tiên bị hủy của NBC | Đạo diễn                                 |
| 2009            | Comedy Showcase                                  | "The Increasingly Poor Decisions of Todd Margaret" | Đạo diễn                                 |
| 2009–2012, 2014 | Community                                        | Cả hai: Pilot Chỉ Anthony: "Introduction to Film", "Social Psychology", "Home Economics", "The Politics of Human Sexuality", "Physical Education", "Beginner Pottery", "The Psychology of Letting Go", "Basic Rocket Science", "Asian Population Studies", "Custody Law and Eastern European Diplomacy", "Biology 101", "Competitive Ecology", "Foosball and Nocturnal Vigilantism" Chỉ Joe: "Spanish 101", "Advanced Criminal Law", "Football, Feminism and You", "Debate 109", "Investigative Journalism", "Romantic Expressionism", "Pascal's Triangle Revisited", "Anthropology 101", "Accounting for Lawyers", "Cooperative Calligraphy", "Advanced Dungeons & Dragons", "Intermediate Documentary Filmmaking", "Competitive Wine Tasting", "A Fistful of Paintballs", "Geography of Global Conflict", "Advanced Gay", "Documentary Filmmaking: Redux", "Geothermal Escapism", "Advanced Advanced Dungeons & Dragons" | Đạo diễn                                 |
| 2009–2012, 2014 | Community                                        | Mùa 1-3 và 5 | Sản xuất điều hành, chỉ đạo diễn (mùa 5) |
| 2010            | Running Wilde                                    | "Pilot" | Đạo diễn Sản xuất điều hành              |
| 2010            | The Increasingly Poor Decisions of Todd Margaret | "In Which Claims are Made and a Journey Ensues" | Đạo diễn                                 |
| 2011            | The Council of Dads                              | Tập đầu tiên của Fox | Đạo diễn                                 |
| 2011–2012       | Happy Endings                                    | Cả hai: "Pilot" Chỉ Anthony: "Barefoot Pedaler", "Blax, Snake, Home", "Secrets and Limos" Chỉ Joe: "Bo Fight", "Yesandwitch", "The St. Valentine's Day Massacre" | Đạo diễn                                 |
| 2011–2012       | Happy Endings                                    | Mùa 1 và 2 | Sản xuất điều hành                       |
| 2011–2012       | Up All Night                                     | Chỉ Joe: "Cool Neighbors", "Working Late and Working It", "Day After Valentine's Day" | Đạo diễn                                 |
| 2012            | Animal Practice                                  | Cả hai: "Pilot" Chỉ Anthony: "Clean-Smelling Pirate" | Đạo diễn                                 |
| 2012            | Animal Practice                                  | Mọi tập | Sản xuất điều hành                       |
| 2015            | Agent Carter                                     | Chỉ Joe: "Bridge and Tunnel" (lấy tên Joseph V. Russo) | Đạo diễn                                 |